# Thiên hoàng Horikawa
Thiên hoàng Horikawa (堀河 (Quật Hà thiên hoàng) Horikawa-tennō, 8 tháng 8, 1079 – 9 tháng 8, 1107) là thiên hoàng thứ 73 của Nhật Bản theo danh sách kế thừa truyền thống
Triều đại của Horikawa kéo dài từ năm 1087 đến năm 1107.

## Tường thuật truyền thống
Trước khi lên ngôi, ông có tên cá nhân của mình (imina) là Taruhito -shinnō (善仁親王). Ông cũng được biết đến như là Yoshihito -tennō.
Horikawa là con trai của Thiên hoàng Shirakawa. Mẹ ông là Fujiwara no Kenshi (藤原賢子), con gái nuôi của Fujiwara Morozane.

## Lên ngôi Thiên hoàng
Ngày 03 tháng 1 năm 1087, Thiên hoàng Shirakawa thoái vị, nhường ngôi cho con trai thứ mới 8 tuổi là thân vương Taruhito. Thân vương lên ngôi, lấy hiệu là Thiên hoàng Horikawa. Ông đổi niên hiệu của cha mình thành niên hiệu Ōtoku nguyên niên (1087). Mặc dù đã lên ngôi, nhưng Thiên hoàng thực tế không có quyền lực gì, mọi quyền lực của Hoàng gia đều tập trung hẳn vào tay Nhiếp chính Fujiwara Morozane, Moromichi và hai đại thần họ Minamoto. Sau khi tự xưng là Pháp hoàng (Ho'o) vào năm 1096, Shirakawa trực tiếp nắm mọi quyền lực của Triều đình. Chán cảnh bù nhìn, Thiên hoàng Horikawa lao vào các thú vui âm nhạc, thơ ca và học tập.
Khoảng năm 17 - 18 tuổi, khi có đủ kiến thức và tư chất thông minh của mình, Horikawa quyết định đích thân chấp chính. Việc làm này của ông bị cha là Pháp hoàng Shirakawa, các quan của họ Fujiwara phản đối. Cuộc cạnh tranh quyền lực giữa Pháp hoàng và Thiên hoàng (có họ Fujiwara đứng đằng sau) ngày càng quyết liệt. Để duy trì thời gian kế vị Hoàng gia và phản đối ý muốn đích thân chấp chính của Thiên hoàng Horikawa, Pháp hoàng quyết định nuôi dưỡng con trai của Horikawa, thân vương Munehito và đích thân phong ông này làm Thái tử kế vị.
Ngày 09 Tháng 8 năm 1107 (niên hiệu Kajō thứ 2, ngày thứ 19 tháng 7): Horikawa qua đời ở tuổi 29. Ngay sau đó, Pháp hoàng Shirakawa đưa thân vương Munehito mới 5 tuổi lên ngôi, hiệu là Thiên hoàng Toba.

### Kugyō
- Quan bạch: Fujiwara Moromichi, 1062-1099.
- Quan bạch: Fujiwara Tadazane.
- Thái Chính đại thần: Fujiwara Morozane.
- tả đại thần
- Hữu đại thần: Fujiwara Tadazane.
- Nội đại thần: Fujiwara Moromichi.
- Đại nạp ngôn: Fujiwara Tadazane.

### Niên hiệu
- Ōtoku (1084-1087)
- Kanji (1087-1094)
- Kaho (1094-1096)
- Eichō (1096-1097)
- Jōtoku (1097-1099)
- Kowa (1099-1104)
- Choji (1104-1106)
- Kajō (1106-1108)

## Gia đình
Horikawa có 5 hoàng hậu là công chúa Tokushi, ba người họ Fujiwara  và một người họ Minamoto (không rõ tên). Họ sinh ra 6 người con:
- Trung cung (chūgū): Nội thân vương Tokushi (篤子内親王), con gái của Thiên hoàng Go-Sanjō

- Hoàng hậu (Kōgō): Fujiwara no Ishi (藤原苡子; 1076-1103), con gái của Fujiwara no Sanesue
  - Thân vương Munehito (宗仁親王) (Thiên hoàng Toba)
- Điển thị (Naishi): Công chúa Jinshi (仁子女王; mất năm 1126), con gái của Hoàng tử Yasusuke
  - Nội thân vương Soshi (悰子内親王, 1099–1162)
- Điển thị (Naishi): Fujiwara Muneko (藤原宗子; mất năm 1129), con gái của Fujiwara Takamune
  - Kangyō (寛暁; 1103–1159)
- Điển thị (Naishi): Con gái của Fujiwara Tokitsune
  - Thân vương  người trở thành nhà sư với pháp danh Saiun (最雲法親王; 1105–1162) trụ trì chùa Tendai
- Phu nhân không xác định được 
  - Nội thân vương Kishi (喜子内親王)
  - Nội thân vương Kaishi (懐子内親王)